# 秋月型駆逐艦
秋月型駆逐艦（あきづきがたくちくかん）は、大日本帝国海軍の一等駆逐艦の艦級である。計画時の名称から乙型駆逐艦、各艦名から月型とも呼ばれる。日本海軍が建造した最初で最後の防空駆逐艦である。12隻が竣工している。
なお、仮称艦名第361号艦以降を「冬月（ふゆつき）型」、仮称艦名第365号艦以降を「満月（みちつき）型」として区別するものもあるが、日本海軍の正式な類別（艦艇類別等級）では全て秋月型駆逐艦である。本稿では便宜上の分類も一括記載する。連合軍は秋月型や冬月型を問わず照月級駆逐艦 (Teruzuki-class destroyer) と呼称していた。

## 建造背景
第一次世界大戦以降、航空機の脅威の認識に差はありつつも航空機対策として各国では軍艦に対空機銃や高角砲を装備するようになった。
その中でイギリス海軍が1935年（昭和10年）から旧式化していたC級軽巡洋艦の中から2隻を改装、備砲・発射管を全て撤去して4インチ高角砲単装10基を搭載する防空艦として就役させた。更に1936年からダイドー級軽巡洋艦の計画を始め、その後実際に建造を実行に移した。これに影響を受けたアメリカ海軍もまた防空専門艦の建造計画を推進し、結果アトランタ級軽巡洋艦を建造した。
日本海軍でも旧式化していた天龍型軽巡洋艦や5,500t級軽巡洋艦を改装し防空巡洋艦とする案も出され、昭和天皇にも奏上した。
日本海軍で防空艦の計画が実現したのは昭和14年度（1939年）の海軍軍備充実計画（通称④計画）での乙型駆逐艦（秋月型）6隻からになり、1940年（昭和15年）に1番艦が起工した。日本海軍では乙型駆逐艦を量産し、大和型戦艦・改大和型戦艦・航空戦隊の護衛に配備する予定だった。

## 計画
秋月型の計画は1938年（昭和13年）頃の軍令部要求から始まる。当初の要求は、
- 基準排水量 2,200トン
- 速力35ノット以上
- 航続距離18ノットで10,000海里
- 長10cm高角砲8門、25mm機銃4挺、爆雷投射機近用2基（爆雷30個）、同遠用2基（同40個）

その他に煙幕展張装置、飛行機救難デリックを装備などだった。これは当時トンボ釣りと言われた空母直衛駆逐艦の代用として計画されたもので、魚雷の搭載は考慮されておらず艦種も「直衛艦」となっていた。しかし航続距離の要求を満たした場合、重油搭載量は1,200トン、排水量は4,000トンを突破することになり、1939年（昭和14年）4月にまとまった計画では速力33ノット、航続距離は18ノットで8,000海里と縮小されることになる。この時点では4連装魚雷発射管1基、魚雷8本の装備が含まれており、艦種は「駆逐艦」に変更されて建造されることとなった。
上記のように④計画で6隻され、更に昭和16年度（1941年）の戦時建造計画（そのうちのマル急計画内）で10隻の建造が計画された。昭和17年度の軍備充実計画（⑤計画）で16隻が計画されたが、昭和17年度の戦時艦船建造補充計画（改⑤計画）へ改訂の際23隻に増加し、合計39隻の建造が計画された。このうち⑤計画の16隻、改⑤計画の最後の7隻は速力を増したいわゆる改秋月型駆逐艦だった。

## 艦型
設計主務者は松本喜太郎。基本計画番号F51。

### 船体
いわゆる船首楼型船体で前部に主砲2基を搭載するために船首楼の長さが全長のおよそ1/3になっている。また重心対策として前部主砲の位置がなるべく低くなるように上甲板も船首楼下では前下がりの傾斜が付けられ、低船首楼型に近い船型になっている。日本海軍の駆逐艦は艦首形状にいわゆるダブル・カーブド・バウを採用していたが、秋月型の艦首は直線に近い形状になった。フレームスペースは場所によって5mm単位になっており、精密な設計がうかがえる。
なお舷外電路は秋月の竣工時から装備されていた。
従来の日本海軍の駆逐艦より艦型が大きく、アメリカ軍からは最上型巡洋艦、巡洋艦、戦艦などと、より大型の艦艇と誤認されることもあった。

### 艦橋
日本海軍として初めての防空艦であり、艦橋は1940年（昭和15年）春、舞鶴海軍工廠に実物大模型を作り検討が重ねられた。艦橋構造は陽炎型と同じ3層構造ながら、前部主砲に視界を遮られないように高さが2m増している。従来の日本海軍駆逐艦は操舵室が羅針艦橋の下に設けられていたが、秋月型では同様の理由で羅針艦橋に舵輪が設けられた。羅針艦橋上部には露天の防空指揮所が設けられ、全周にブルワークがあり、前方には遮風装置が設置されている。艦長は対空戦闘の指揮をここで執る。トップには九四式高射装置が装備され、艦橋構造とは独立して3本の円柱で支えられ、艦橋後方には支柱2本が外部に露出している。
電探装備（後述）の際に信号所下のセルター甲板を後方に拡大し、電探室を設けた（暗号室を後方に拡張し、電探室と兼用としている）。このとき信号所甲板の床も拡張された。羅針艦橋後方側面にあるブルワークは二式哨信儀が装備されて高さが低められた。「初月」では哨信儀の位置のみ、以降の艦ではブルワーク全体の高さが低められている。
また「冬月」以降は艦橋基部を後方に拡大して内部容積を増やし、電探室を艦橋内に設け、信号所下の張り出しは無くなった。「春月」は旗艦設備を艦橋内に設けたため、拡大した艦橋から更に甲板室や野菜室が信号所下に張り出した。

### 主砲
従来海軍が採用していた八九式40口径12.7センチ高角砲に替わり、九八式65口径10センチ高角砲を装備している。この砲は口径サイズこそ以前のものより小さいが口径長は長く、より長射程・高初速の砲となった。通説では、砲身そのものの寿命は短く、12.7センチ砲が約1,000発なのに対し、10センチ砲は350発と三分の一程度となっており、寿命の短さの対策として砲身を艦の設備でも交換できる用にしたと言われているが、それを実現すると構造が複雑化するため、実際はその設計が行われなかったとも言われる。仮にできたとしても予備砲身を積んだ記録が確認できないため、少なくともそういった運用は考慮されていなかったと思われる。
砲の性能は高く、カタログスペックで最大射程19,500メートル、最大射高14,700メートル、発射速度毎分19発というものであり、八九式12.7センチ砲に比べ、いずれも1.4倍以上の能力向上を誇った。だが、揚弾薬装置も長時間の使用で故障を生ずる可能性があり、その場合は人力で運ばねばならなかった。砲側照準による目標の捕捉も可能であるが、実戦では難しいのが実情だった。また連続発射後のガスで、砲手が気絶した事もあった。
秋月型では砲塔形式のA型連装砲を搭載、船首楼甲板に背負い式に2基、後部甲板に背負い式に2基の計4基8門が搭載された。最大仰角90度、俯角10度、俯仰旋回は20kW電動機で行われた。
制式採用された中では最新の九四式高射装置が備え付けられていたが、米軍の射撃指揮装置・Mk37射撃指揮装置 (GFCS) がレーダー測距を可能としていたのに比し、射撃用レーダーを持たず、対空目標との距離測定及びその照準追尾は光学による人力であり、高角砲のコントロールも人手に拠ったため射撃の精度は乗組員の錬度に頼る点が大きかった。当初の計画では九四式高射装置は前部と後部の2箇所に計2基装備するとなっていたが、実際には艦橋上の前部にのみ装備されて1基で全砲塔の射撃を指揮することとなり、後部に装備した艦は無かった。後部高射装置部分には外筒のみ装着されていたが中身はなく、測距儀の出っ張りも無かった。この部分は後の機銃増備時に機銃台に転用された。マリアナ沖海戦における第61駆逐隊（初月、若月、秋月）の戦闘詳報では、後部高射装置の増設を強く訴えている。

### 機銃
煙突の直後、魚雷発射管の直前に左右に渡る機銃台が設置され、25ミリ連装機銃2基が装備された。射撃指揮装置はなく直接照準であり、操作も人力によった。
1943年（昭和18年）の初めに煙突の缶用吸気口に乗せる形で左右に機銃台を設け、3連装機銃を各1基ずつ増備した。同年には連装機銃は3連装機銃に交換した。この時に機銃台も3連装用に拡張されたものと思われる。同年末に後部高射装置設置予定の支筒の上に機銃台を設け、3連装機銃1基を増載した。
「冬月」以降の艦は竣工時から魚雷発射管直後に両舷に渡る機銃台を設け、3連装機銃を2基設置した。「秋月」などに装備された煙突両舷の機銃台は無く、中部機銃台と合わせて3連装4基の計画になる。「冬月」の竣工時(1944年（昭和19年）5月)には「秋月」などと同様に後部高射装置支筒上の機銃台に3連装1基も搭載し、計3連装5基を搭載した。1944年6月のあ号作戦までに秋月型各艦は3連装機銃5基を装備したことになる。各艦によって違いがあるが、あ号作戦以降は単装機銃を各所に増備した。
1945年（昭和20年）2月には「春月」を除く各艦は艦橋の左右に機銃台を設けて3連装機銃各1基を設置、計3連装7基となった。「春月」は旗艦設備を艦橋内に設けたためにこの増備は実施しなかった。

### 魚雷
上述の通り、当初は魚雷を搭載しない計画だったが、途中で搭載することに計画が改められた。兵装は陽炎型（艦隊型駆逐艦）の半分で、魚雷発射管は陽炎型と同じ次発装填装置付きの九二式4連装発射管4型1基、酸素魚雷8本（陽炎型は発射管2基、魚雷16本）を搭載した。
「冬月」以降は当初予備魚雷を搭載せずに魚雷は発射管内の4本のみの計画だった。しかし1944年2月に予備魚雷の搭載が復活し、竣工時には「秋月」と同様の予備魚雷格納筺が設置され、魚雷8本の搭載が可能になっている。

### 爆雷
九四式爆雷投射機2基、爆雷投下台6基を装備し、九五式爆雷54個を搭載した。朝潮型から夕雲型の艦隊型駆逐艦では爆雷投射機1基、爆雷18個または36個（大掃海具を装備しない場合）で、秋月型では空母の直衛を任務にしたことからより強力な対潜兵装となっている。
1944年3月竣工の「霜月」以降は投下台から爆雷投下軌道2条に変更された。以前の艦も同時期に投下軌道に変更されたものと思われる。軌道の長さは爆雷6個分で右舷のものはそれより長く、運搬を兼ねて前方に延長されたと思われる（「若月」「霜月」は左舷側が延長されている）。

### 電探
電探の装備は計画になく、「秋月」の竣工時にも電探は装備されていない。
「初月」（1942年12月29日竣工）から「冬月」は竣工時から21号電探を装備しており、これに伴い前部マストの形状が変更されている。「初月」と同日竣工の「涼月」も同様の可能性がある。「秋月」では1943年8月26日付訓令により、1943年11月はじめまでに前部マスト上に21号電探を1基追加装備した。21号電探は大型の対空電探であり、戦艦・航空母艦や巡洋艦などの大型艦に装備されたが、駆逐艦で装備したのは秋月型のみである。
秋月では1944年7月上旬、後部マスト上に13号電探を1基追加装備した。あ号作戦時には他の秋月型各艦でも同様に増備されていたことが確認できる。13号電探は小型・軽量な対空電探だったため、他の駆逐艦にも装備された。
1944年10月のレイテ沖海戦の前後に前部マストから21号電探を撤去し、そこに13号電探1基と22号電探1基を増備した艦があった。13号電探は前後あわせて2基となる。「涼月」「冬月」では時期が不明だが写真でこの増備されたことが確認でき、「霜月」は戦闘詳報で両方とも装備している事がわかる。「春月」以降の艦は新造時よりこの形態をとった。22号電探は小型・軽量な対水上電探で他の駆逐艦にも装備された。
他の日本海軍の艦艇全般に共通することだが、電探を装備していても主砲・機銃を電探に連動させる照準装置が開発されていなかったことは秋月型でも同じだったため、射撃における電探の効力は限定されたものとなった。それでも機数・編隊・方向・距離がわかるため、対空戦闘には不可欠の装備となっていた。

### 機関
缶（ボイラー）は陽炎型と同じロ号艦本式ボイラー3基、蒸気圧力350kg/平方cm、蒸気温度350℃も同一である。前部缶室にボイラー2基、後部缶室に同1基を搭載した（陽炎型は1缶1室）。主機は生産性を考慮して基本的に陽炎型と同じ艦本式タービンであるが、減速ギアは新設計になり、回転数は陽炎型の380rpmから340rpmに落とされた。
初春型以降、陽炎型までの駆逐艦の機械室は、前部機械室に左右のタービン2基を置き、後部機械室には発電機などの補機を置いていた。一方秋月型では前部機械室に左舷タービン、後部機械室に右舷タービンを置いた。それまでの配置だと、前部機械室が被弾などで浸水すると航行不能になるのに対し、後年建造される松型駆逐艦が採用するシフトエンジン方式ほどではないが、片方の機械室の浸水だけでは航行可能で、残存性が高まることになる。
前部機械室の右舷側と後部機械室の左舷側は重油タンクに当てられた（陽炎型までは機械室舷側に重油タンクは無い）。レイテ沖海戦で小沢機動部隊に所属していた「霜月」は至近弾による浸水を左舷機械室外側の重油タンクが喰いとめた例を紹介し、重油タンクのない右舷側後部で至近弾があった場合、後部機械室が一気に浸水する危険性を指摘している。
また、軽巡「夕張」以降、日本海軍巡洋艦で採用されている「誘導煙突」を駆逐艦として初めて（そして唯一）採用した。

### マスト
前部マストは下部は煙突をまたぐ4脚で、信号所甲板の高さから3脚になる。艦橋トップに備えた高射装置の射界を広くとるために支柱の間隔は狭められ、位置も艦橋から離され、軽く後方に傾斜している。電探装備の際にマスト上部にフラットを設け、電探の後方にマストが延びるよう設計が変更された。同時にマスト下部も補強がされている。

## サブタイプ
日本海軍の艦艇類別等級表においては、命名された全13隻が秋月型駆逐艦である。しかし秋月型駆逐艦は就役が戦時中だったため、後になればなるほど工期の短縮を図るために艤装の簡略化が進み、「同型艦」でありながら初期と後期の艦では外見上相違する部分がある。各艦が属するサブタイプの呼称は文献によって見解や表記が異なる場合が多いため、以下にそれを列挙する。

### 秋月型
秋月型、秋月型原型。
- 「秋月」から「霜月」まで（④計画艦6隻とマル急計画の第360号艦）[29]

『高角砲と防空艦』では「霜月」までを秋月型、後述する冬月型・満月型を合わせた総称として秋月級と仮に呼ぶとしている。

### 冬月型
冬月型、改秋月型、秋月型改型。
- 「冬月」（第361号艦)から「花月」（第366号艦）まで
- 『高角砲と防空艦』では「花月」を[81]、『写真日本の軍艦第11巻』では「満月」（第365号艦）と「花月」を後述の満月型に含める。

「冬月」以降は計画番号F53（「秋月」はF51）となる。「秋月」の計画との相違点は以下のようなものがある。
- 「秋月」の艦首は下部でなだらかなカーブを描いて艦底と繋がるが、「冬月」以降は艦首は艦底まで直線状になっている[82]。なお「宵月」の艦首は水線下で一部斜めにカットされた形状となっているのが確認出来る[82]。これが「宵月」だけの特徴か、他の艦が同様だったかは確認できていない[82]。
- 日本海軍駆逐艦独特の2番3番ボイラー用のお椀型吸気口が廃止され[80]、煙突側面と中部機銃台下にそれぞれ吸気口が設けられた[83]。
- 後部甲板室はその前半部が省略され、後部操舵室は吸排気口上に探照燈台を兼ねて設置され後部甲板室から独立した上構となった[55]。
- 後部マストは13号電探装備の関係から開脚が大きくなり、開脚方向も違っている[62]。柱の材料も円材から角材とアングルに変更されたようである[62]。
- 機銃台や探照燈台が多角形の形状になっている[83]。
- 機銃は25ミリ3連装機銃4基12挺で計画された（秋月の計画では連装2基4挺)[84]。中部機銃台は秋月と同様の煙突後方、後部機銃台が後部操舵所両舷（発射管直後）に設置された[83]。
- 機銃増備の代償重量として計画では予備魚雷の搭載を廃止したが、1944年2月頃に復活、「冬月」以降の各艦も竣工時には「秋月」と同様の予備魚雷格納筺を装備していた[85]。右舷側の魚雷用ダビットを廃止、それにより魚雷運搬軌道も途中に分岐点のある敷き方に変更されている[54]。
- 爆雷は72個（「秋月」計画54個〉に増載された[86]。
- 21号電探の装備は計画から盛り込まれた[87]。
- 艦載艇が8m内火艇と8mカッターに変更された[88]。

同じ冬月型でも後期艦では1番ボイラー用吸気口や後部甲板室側面が曲面から平面を使用した形状に変更された。

### 満月型
満月型、清月型、改冬月型、改改秋月型。
- 第367号艦（予定艦名「清月」）から第5076号艦（予定艦名「南風」）まで[61]。

1944年5月5日に決裁されたマル19線表改定では、次期着工艦から大幅な工事簡易化がされることになった。船体は直線を多用した形になり、特殊鋼の使用が中止され、これにより排水量が若干増し、速度が低下することとなった。工期については、起工から竣工まで12カ月から13カ月かかっていた所を、平均8カ月から9カ月に短縮できる予定だった。
外観上は船体水上部や艦首の曲線を大幅に削除し、艦尾形状も外板の傾斜を廃止。四式水中聴音機を艦底に搭載し、それにより艦底は膨らんだ形となる予定だった。損傷復旧後の「涼月」の艦橋と艦首はこの型に準拠した形状と推定される。
「満月」（第365号艦）と「花月」（第366号艦）を冬月型とするか、満月型とするかで諸説ある。
- 『写真日本の軍艦第11巻』では2隻とも満月型としている[29]。
- 『高角砲と防空艦』では「満月」は満月型、「花月」を冬月型としている[81]。
- 『太平洋戦史シリーズVol.23 秋月型駆逐艦』では、「花月」は満月型に伝えられる大規模な工事簡易化が写真から確認できないことから冬月型に含めている[注釈 9]。上記の大幅な簡略化は「367号艦」（清月）から実施すると残された図面に書かれており、これを当てはめるとこの型は清月型になる、としている[61]。

### 改秋月型
改秋月型、秋月改型、超秋月型。
- ⑤計画艦（仮称艦名第770号艦から同第785号艦）および改⑤計画艦のうち最後の7隻（仮称艦名第5077号艦から同第5083号艦）

秋月型から機関出力を「島風」と同じ75,000馬力にして速力36.7ノットを計画した。

## 同型艦一覧
④計画の6隻は舞鶴海軍工廠と三菱長崎造船所で3隻ずつ建造され、1942年（昭和17年）6月に1番艦秋月が竣工した。マル急計画では佐世保海軍工廠が加わり、浦賀船渠でも1隻建造された。
日本海軍の現場からは、艦名からまとめて月型（月クラス）と呼ばれることもあった。これについて「待合茶屋の名前ばかりつけて」という冗談があった。
| 艦名                      | 建造所         | 竣工           | 最後 |
| ------------------------- | -------------- | -------------- | --- |
| 秋月（あきづき）          | 舞鶴海軍工廠   | 1942年6月11日  | 1944年10月25日、エンガノ岬沖海戦において戦没                                                                        |
| 照月（てるづき）          | 三菱長崎造船所 | 1942年8月31日  | 1942年12月12日、戦没                                                                                                |
| 涼月（すずつき）          | 三菱長崎造船所 | 1942年12月29日 | 終戦時残存。1948年に解体され、若松港の防波堤となる（軍艦防波堤）                                                    |
| 初月（はつづき）          | 舞鶴海軍工廠   | 1942年12月29日 | 1944年10月25日、エンガノ岬沖海戦において戦没                                                                        |
| 新月（にいづき）          | 三菱長崎造船所 | 1943年3月31日  | 1943年7月6日、クラ湾夜戦において戦没                                                                                |
| 若月（わかつき）          | 三菱長崎造船所 | 1943年5月31日  | 1943年11月11日、第三次多号作戦において戦没                                                                          |
| 霜月（しもつき）          | 三菱長崎造船所 | 1944年3月31日  | 1944年11月25日、戦没                                                                                                |
| 冬月（ふゆつき）          | 舞鶴海軍工廠   | 1944年5月25日  | 終戦時残存。1948年に解体され、若松港の防波堤となる（軍艦防波堤）                                                    |
| 春月（はるつき）          | 佐世保海軍工廠 | 1944年12月28日 | 終戦時残存。復員戦として使用後、1947年9月25日に戦時賠償艦としてソ連へ引き渡し                                       |
| 宵月（よいづき/よひづき） | 浦賀船渠       | 1945年1月31日  | 終戦時残存。復員輸送に従事後、1947年に戦時賠償艦として中華民国へ引き渡し                                            |
| 夏月（なつづき）          | 佐世保海軍工廠 | 1945年4月8日   | 終戦時残存。1947年に戦時賠償艦としてイギリスへ引き渡され、日本で解体                                                |
| 満月（みちつき）          | 佐世保海軍工廠 | 未完成         | 1945年4月17日、工事中止。1948年2月に解体                                                                            |
| 花月（はなづき）          | 舞鶴海軍工廠   | 1944年12月16日 | 終戦時残存。復員輸送に従事後、1947年に戦時賠償艦としてアメリカへ引き渡し 1948年2月3日、五島列島沖で標的艦として処分 |

### 建造中止艦
戦時補充計画（マル急計画）での建造中止艦（仮称艦名 - 予定艦名 - 備考）
- 第367号艦 - 清月（きよつき）[106] - 当初浦賀船渠で建造予定、その後舞鶴海軍工廠に変更[81]、本籍は横須賀鎮守府を予定[106]。1944年9月5日製造訓令[107]、12月14日建造中止[108]。
- 第368号艦 - 大月（おほつき）[106]-  当初三菱長崎造船所で建造予定、その後世保海軍工廠に変更、本籍は横須賀鎮守府を予定[106]。1943年10月19日製造訓令[109][注釈 10]、1944年12月14日建造中止と推定[108]。
- 第369号艦 - 葉月（はづき）[106]- 当初浦賀船渠で建造予定、その後舞鶴海軍工廠に変更[81]、本籍は横須賀鎮守府を予定[106]。1944年9月5日製造訓令[107]、1944年12月14日建造中止[108]。

⑤計画での建造計画艦（改秋月型駆逐艦）
- 第770号艦から第785号艦までの16隻（改⑤計画に計画変更）

改⑤計画での建造計画艦。
- 第5061号艦 - 山月（やまづき）- 佐世保海軍工廠で建造予定、後に建造取り止め[110]。
- 第5062号艦 - 浦月（うらづき）- 佐世保海軍工廠で建造予定、後に建造取り止め[110]。
- 第5063号艦 - 青雲（あおぐも）- 舞鶴海軍工廠で建造予定、1944年5月5日佐世保海軍工廠建造に変更、後に建造取り止め[110]。
- 第5064号艦 - 紅雲（べにぐも）- 佐世保海軍工廠で建造予定、後に建造取り止め[110]。
- 第5065号艦 - 春雲（はるぐも）- 舞鶴海軍工廠で建造予定、1944年8月14日製造訓令、後に建造取り止め（1945年4月と推定）[111]。
- 第5066号艦 - 天雲（あまぐも）- 浦賀船渠で建造予定、1944年5月5日建造取り止め[112]。
- 第5067号艦 - 八重雲（やえぐも）- 佐世保海軍工廠で建造予定、1944年5月5日建造取り止め[81]。
- 第5068号艦 - 冬雲（ふゆぐも）- 浦賀船渠で建造予定、1944年5月5日建造取り止め[81]。
- 第5069号艦 - 雪雲（ゆきぐも）- 佐世保海軍工廠で建造予定、1944年5月5日建造取り止め[81]。
- 第5070号艦 - 沖津風（おきつかぜ）- 舞鶴海軍工廠で建造予定、1944年5月5日建造取り止め[81]。
- 第5071号艦 - 霜風（しもかぜ）- 浦賀船渠で建造予定、1944年5月5日建造取り止め[81]。
- 第5072号艦 - 朝東風（あさごち）- 佐世保海軍工廠で建造予定、1944年5月5日建造取り止め[81]。
- 第5073号艦 - 大風（おほかぜ）- 浦賀船渠で建造予定、1944年5月5日建造取り止め[81]。
- 第5074号艦 - 東風（こち）- 佐世保海軍工廠で建造予定、1944年5月5日建造取り止め[81]。
- 第5075号艦 - 西風（にしかぜ）- 舞鶴海軍工廠で建造予定、1944年5月5日建造取り止め[81]。
- 第5076号艦 - 南風（はえ）- 浦賀船渠で建造予定、1944年5月5日建造取り止め[81]。
- 第5077号艦 - 北風（きたかぜ）- 改秋月型駆逐艦として計画、佐世保海軍工廠で建造予定、1944年5月5日建造取り止め[81]。
- 第5078号艦 - 早風（はやかぜ）- 改秋月型駆逐艦として計画、浦賀船渠で建造予定、1944年5月5日建造取り止め[81]。
- 第5079号艦 - 夏風（なつかぜ）- 改秋月型駆逐艦として計画、佐世保海軍工廠で建造予定、1944年5月5日建造取り止め[81]。
- 第5080号艦 - 冬風（ふゆかぜ）- 改秋月型駆逐艦として計画、舞鶴海軍工廠で建造予定、1944年5月5日建造取り止め[81]。
- 第5081号艦 - 初夏（はつなつ）- 改秋月型駆逐艦として計画、浦賀船渠で建造予定、1944年5月5日建造取り止め[81]。
- 第5082号艦 - 初秋（はつあき）- 改秋月型駆逐艦として計画、佐世保海軍工廠で建造予定、1944年5月5日建造取り止め[81]。
- 第5083号艦 - 早春（はやはる）- 改秋月型駆逐艦として計画、浦賀船渠で建造予定、1944年5月5日建造取り止め[81]。

## 駆逐隊の変遷
秋月型は戦時中に建造されたため、戦没と新造艦の編入が錯綜し、フル編成が完結する機会は少ない。「新月」は駆逐隊編入の機会がないまま第八艦隊に単艦で編入されて戦没している。秋月型最終ロットが竣工する頃には、すでに艦隊行動が不可能になっており、駆逐隊も解隊されるものが続出した。このため、「春月」は当初より護衛戦隊の第百三戦隊旗艦、花月は第三十一戦隊旗艦となっており、「新月」と合わせ3隻が駆逐隊に属していない。結果的に第六十一駆逐隊・第四十一駆逐隊の2個駆逐隊が編成された。機動部隊である第三艦隊第十戦隊での活動がほとんどを占め、戦争末期には第二艦隊の第二水雷戦隊に所属し、主力駆逐艦らしい戦歴を重ねている。

### 第六十一駆逐隊
佐世保鎮守府に所属した「秋月」「照月」で編成された最初の秋月型主体の駆逐隊。第十戦隊に属して機動部隊の直衛を担うはずであったが、編成時の「秋月」は第四水雷戦隊旗艦としてガダルカナル島の戦いに参加、「照月」は南太平洋海戦以降機動部隊と分離して第三次ソロモン海戦等の水上戦闘に参加した。「涼月」「初月」の編入を待たず「照月」が戦没したほか、「秋月」や「涼月」が長期間の修理を要する被害を受けており、4隻体制を維持すること自体が困難だった。「若月」の戦没により、残るは本土で修理を完了した「涼月」のみとなったために解隊された。
昭和17年10月7日：「秋月」「照月」で編成。第六十一駆逐隊司令則満宰次大佐。第三艦隊・第十戦隊。
昭和17年10月25日：「秋月」、第四水雷戦隊旗艦として行動中に損傷。内地帰投。
昭和17年12月12日：「照月」、第二水雷戦隊旗艦として行動中、ソロモン諸島で米軍魚雷艇の襲撃により戦没。
昭和18年1月15日：「涼月」と「初月」を編入、「照月」を除籍。
昭和18年1月19日：「秋月」（第十戦隊旗艦）、アメリカ潜水艦の雷撃により大破、第十戦隊司令官木村進少将が負傷、小柳冨次少将に交代。
昭和18年2月3日：第六十一駆逐隊司令大江覧治大佐。
昭和18年6月30日：「秋月」を除籍、予備艦に指定。
昭和18年8月15日：第十一水雷戦隊での練成を終えた「若月」を編入。
昭和18年10月31日：「秋月」を再編入。
昭和18年12月12日：第六十一駆逐隊司令泊満義大佐
昭和19年1月16日：「涼月」が高知沖で被雷大破、泊駆逐隊司令が戦死した。
昭和19年3月20日：第六十一駆逐隊司令天野重隆大佐。
昭和19年8月3日：「涼月」の修理が完了、戦線に復帰する。
昭和19年10月16日：「涼月」、宮崎沖で被雷大破。レイテ沖海戦には「秋月」「初月」「若月」が参加。
昭和19年10月25日：レイテ沖海戦で「秋月」「初月」戦没（天野駆逐隊司令戦死）。12月10日除籍。
昭和19年11月11日：「若月」、オルモック作戦中に戦没（多号作戦）。「涼月」、修理完了、戦線復帰。
昭和19年11月15日：解隊、「涼月」と「若月」（書類上在籍）は第四十一駆逐隊に転出。

### 第四十一駆逐隊
マリアナ沖海戦に備えて単艦で第十戦隊に編入されていた「霜月」に第十一水雷戦隊での練成を終えた「冬月」を加えて昭和19年7月15日に編成された。レイテ沖海戦前に「冬月」が大破したため、駆逐隊単位での行動はほとんどなく、六十一駆から転入した「涼月」と修理が完了した「冬月」が菊水作戦に参加したのが駆逐隊として唯一の作戦行動である。菊水作戦によって、両艦とも損傷を蒙ったため、稼動できるのは追加された「宵月」と「夏月」だったが、燃料の払底のために活動することはなかった。終戦の日に陽炎型駆逐艦の「雪風」を編入している。戦後の武装解除時に解隊した。
昭和19年7月15日：「霜月」「冬月」で編成。第41駆逐隊司令脇田喜一郎大佐。第三艦隊第十戦隊。
昭和19年10月12日：「冬月」が被雷大破、レイテ沖海戦には「霜月」のみ六十一駆指揮下で参加する。
昭和19年11月15日：第二艦隊第二水雷戦隊に転籍。解隊した第六十一駆逐隊より「涼月」「若月」（書類上在籍）を編入。
昭和19年11月19日：第三十一戦隊旗艦「五十鈴」大破。「霜月」を旗艦に指定。
昭和19年11月25日：南シナ海で「霜月」が戦没、第三十一戦隊司令官江戸兵太郎少将および41駆司令脇田大佐も戦死した。
昭和20年1月20日：「霜月」「若月」除籍。
昭和20年3月1日：第四十一駆逐隊司令吉田正義大佐。
昭和20年4月6日：菊水作戦に「涼月」「冬月」ともに参加。
昭和20年4月20日：連合艦隊直属第三十一戦隊に転属。
昭和20年5月20日：第十一水雷戦隊での練成を終えた「宵月」を編入。
昭和20年5月25日：第十一水雷戦隊での錬成を終えた「夏月」を編入。
昭和20年7月5日：「涼月」を除籍、同艦は第四予備艦となった。
昭和20年8月15日：解隊された第十七駆逐隊より「雪風」を編入。
戦後解隊。

## 登場作品

### 小説
『軍艦防波堤へ―駆逐艦凉月と僕の昭和二〇年四月』
沖縄での海上特攻を描いた小説。作者は「涼月」の最後の艦長である平山中佐の孫にあたる。
『征途』
佐藤大輔の仮想戦記。戦後日本が南北に分断された世界において、賠償艦としてソ連に引き渡された「春月」が、北日本の赤衛艦隊旗艦「解放」として再就役して登場する。